# Oxyde métallique
Un oxyde métallique est un composé chimique de l'oxygène et d'un métal. En raison de la différence d'électronégativité entre les métaux (électropositifs) et l'oxygène (fortement électronégatif), ces composés sont pour la plupart ioniques (constitués d'anions oxyde et de cations métalliques) ou du moins fortement polaires.
Un grand nombre d'oxydes métalliques, à l'exception notable de ceux des métaux alcalins, sont connus sous la forme de minéraux. La corrosion des métaux exposés à l'air les transforme aussi généralement en oxydes (mais aussi en hydroxydes, parfois en sulfures ou en carbonates).

## Utilisation
- Les oxydes métalliques, présents dans les minerais, sont la matière première de la métallurgie : c'est à partir d'oxydes que sont élaborés les métaux.
- Les oxydes métalliques donnent de la couleur aux poteries, le verre, aux fusées de feu d'artifice ou aux émaux.
- Les oxydes métalliques « purs » sont des céramiques.
- Ils ont un comportement semi-conducteur à haute température (de 400 à 800 °C) et ils sont très utilisés pour les capteurs de gaz.
- Ce sont des matériaux autonettoyants (photocatalyse) et électrochromes.
- Ce sont des agents de vulcanisation des élastomères halogénés : un système de vulcanisation à base d'oxyde de zinc (ZnO) et d'oxyde de magnésium (MgO) est généralement utilisé.

## Réduction pour la métallurgie
La métallurgie primaire consiste à transformer le minerai en métal, par l'opération de réduction.
La première méthode utilisée a été la pyrométallurgie, c'est-à-dire la réduction par le feu : les gaz de combustion incomplète captent l'oxygène de l'oxyde. Ça a été le cas pour le minerai de cuivre, puis pour le minerai de fer (réduction directe). En atmosphère normale, la température nécessaire pour réduire ces oxydes est supérieure à 3 700 K.
Les minerais peuvent aussi être réduits par réaction chimique (voie humide) et par électrolyse (notamment dans le cas de l'aluminium).

## Réduction dans le cadre d'utilisation des métaux comme sources d'énergie solide
La recherche d'énergies de substitution aux énergies fossiles ou à l'électricité produite par l'énergie nucléaire donne lieu à de nombreuses tentatives pour produire de l'énergie destinées aux véhicules à partir de blocs de poudres métalliques réagissant avec de l'oxygène. Ces recherches s'appuient sur les réactions fortement exothermiques de la réaction d'oxydation de ces métaux, qui produisent des oxydes qu'il est nécessaire de recycler pour envisager une utilisation durable. L'utilisation de l'énergie solaire pour effectuer ces réductions est l'une des voies les plus explorées. Un projet de moteur au magnésium de 2007 utilisant l'énergie produite par l'oxydation-réduction du magnésium dans de l'eau, générant de l'hydrogène immédiatement utilisé pour produire de la vapeur d'eau, et de l'oxyde de magnésium résiduel, a abouti au même besoin.

### Évaluation des quantités concernées
Une étude de 2015 évalue la quantité de métaux consommés et d'oxydes produits pour l'autonomie d'un véhicule sur 800 kilomètres. Le fer a été écarté comme carburant possible en raison de sa faible enthalpie de combustion (7,4 MJ/kg) et des quantités importantes de matériau consommé et d'oxyde produit (207 kg et 296 kg). Le bore, le magnésium, l'aluminium et le silicium présentent des chiffres plus bas, respectivement 207 kg de bore pour 207 kg de B2O3, 62 kg de magnésium pour 103 kg de MgO, 47 kg d'aluminium pour 207 kg d'Al2O3 et 47 kg de silicium pour 101 kg.

### Carboréduction sous basses pressions
Les résultats de l'étude déjà citée, utilisant un four solaire à concentration de 2 kW sous basses pressions allant jusqu'à 10-5 bar, a permis d'afficher une réduction significative des températures de réduction, et des résultats jugés encourageants pour l'aluminium (avec dégagement de CO) et le magnésium.

### Réduction par laser sous vide
Le projet annoncé en 2007 aurait permis la réduction grâce à des fibres optiques alimentées en énergie solaire via une cellule de Fresnel de 2 m² ou 4 m² couplée à un cristal YAG générant 400 W, les rayons étant envoyés par fibre laser dans une chambre à vide sur les particules d'oxyde de magnésium.